# Hiệu ứng Kerr
Hiệu ứng Kerr (còn gọi là hiệu ứng điện quang bậc hai) là một hiệu ứng vật lý xảy ra trên một số vật liệu trong suốt, trong đó chiết suất thay đổi dưới tác động của điện trường bên ngoài. Khác với hiệu ứng Pockels, sự thay đổi của chiết suất trong hiệu ứng Kerr tỷ lệ thuận với bình phương của cường độ điện trường ngoài. Hiệu ứng này được tìm thấy vào năm 1875 bởi John Kerr, một nhà vật lý người Scotland.
Có hai trường hợp của hiệu ứng Kerr hay được nhắc đến: hiệu ứng Kerr DC và hiệu ứng Kerr AC.

## Hiệu ứng Kerr DC
Hiệu ứng này xảy ra trên một số vật liệu khi áp dụng một điện trường bên ngoài (điện trường biến đổi chậm). Trước khi điện trường được đặt vào, vật liệu có thể là đẳng hướng, có chiết suất đồng đều theo mọi phương. Sau khi có điện trường đặt vào, chiết suất theo phương song song với điện trường sẽ khác biệt so với chiết suất thông thường (ở các phương vuông góc với điện trường) là Δn:
Δn = λ k E2
với λ là bước sóng của bức xạ điện từ, k là hằng số Kerr, và E là biên độ dao động của điện trường.

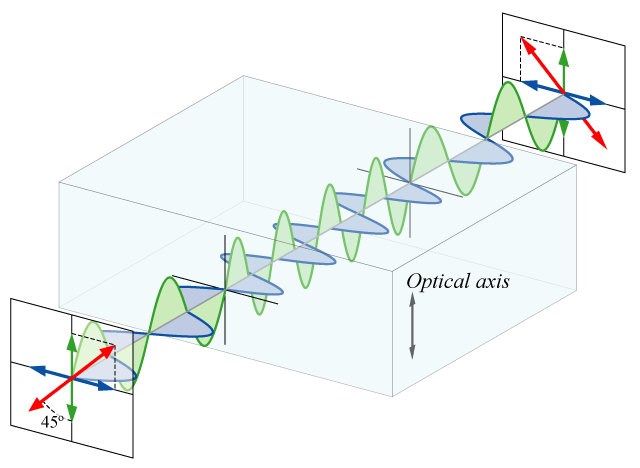
Tế bào Kerr hoạt động như một bộ trễ sóng.

Hiện tượng này hay được ứng dụng trong tế bào Kerr, trong đó một mẩu vật liệu hình khối hộp đặt trong điện trường theo một phương và ánh sáng được chiếu theo phương vuông góc với điện trường. Khi đó tế bào Kerr hoạt động như một bộ trễ sóng waveplate. Nếu hệ thống đặt giữa hai kính lọc phân cực có phương phân cực vuông góc với nhau thì, khi không có điện trường, sẽ không có ánh sáng đi ra khỏi hệ thống. Khi điện trường với giá trị phù hợp được đặt vào, chiết suất theo phương điện trường khác với phương vuông góc với nó, làm cho ánh sáng phân cực theo phương điện trường lan truyền trong vật liệu với tốc độ khác với ánh sáng phân cực theo phương vuông góc với điện trường. Khi ló ra khỏi vật liệu, ánh sáng phân cực theo phương điện trường sẽ bị lệch pha với ánh sáng phân cực theo phương vuông góc, và trạng thái phân cực không còn như cũ, và do đó có thành phàn ánh sáng ló ra được khỏi hệ thống. Như vậy tế bào Kerr hoạt động như một công tắc bật tắt ánh sáng, điều khiển hoàn toàn bằng điện trường.

Cấu trúc một tế bào Kerr, gồm hộp thủy tinh A đựng chất lỏng có hệ số Kerr cao B, nằm giữa các điện cực D và C

Một số chất lỏng, như C7H7NO2 hay C6H5NO2, có hệ số Kerr cao và có thể dùng trong các tế bào Kerr. Ưu điểm của hệ thống là tần số hoạt động cao, có thể bật tắt ánh sáng ở tần số lên tới 10 GHz. Nhược điểm của tế bào Kerr, so với tế bào Pockels, là nó đòi hỏi điện trường rất lớn. Một nhược điểm nữa là C6H5NO2 là chất độc.

## Hiệu ứng Kerr AC
Trong hiệu ứng Kerr AC, điện trường làm thay đổi chiết suất của vật liệu chính là điện trường của sóng điện từ. Do bình phương cường độ điện trường tỷ lệ thuận với cường độ sáng của ánh sáng, độ thay đổi của chiết suất cũng tỷ lệ với cường độ sáng. Đây là hiệu ứng gây nên cac hiện tượng quang học phi tuyến, xảy ra với ánh sáng cường độ rất lớn, khiến cho chùm ánh sáng cường độ lớn tự hội tụ khi lan truyền trong vật liệu, có ứng dụng trong thấu kính Kerr.